# Treccani
De Enciclopedia Italiana di Scienze, Lettere ed Arti ("Italiaanse encyclopedie van wetenschappen, letteren en kunsten"), beter bekend als Treccani (naar de ontwikkelaar Giovanni Treccani) of Enciclopedia Italiana, is een Italiaanstalige encyclopedie.
In totaal omvat de Enciclopedia Italiana 72 delen. De eerste editie, bestaande uit 35 tekstdelen en een indexdeel, werd in de periode 1929-1937 gepubliceerd door het Istituto dell'Enciclopedia Italiana. Deze uitgeverij, in 1925 opgericht door Giovanni Treccani, is ook de uitgever van de nationale biografie Dizionario Biografico degli Italiani. De publicatie Encyclopaedias: Their History Throughout The Ages beschouwt het als een van de belangrijkste encyclopedieën, samen met onder meer de Encyclopædia Britannica. 

## Geschiedenis
In 1924 stelden enkele vrienden aan de ondernemer en mecenas Giovanni Treccani voor om een Italiaanstalige encyclopedie uit te geven. Treccani dacht onmiddellijk aan een grote universele encyclopedie en richtte daartoe op 18 februari 1925 te Rome het reeds genoemde instituut op. De wetenschappelijke leiding werd overgenomen door Giovanni Gentile, die meer dan 3200 wetenschappelijke medewerkers uit de meest uiteenlopende disciplines voor het project wist te rekruteren, waaronder veel joden en antifascisten. De voorbereidende fase duurde van 1925 tot 1928. Er werd een zogenaamd "technisch comité" opgericht, bestaande uit de hoofden van 48 werkgroepen, dat uiteindelijk een naslagwerk met 60.000 hoofdartikelen en 240.000 nevenartikelen voor ogen had. De 35 tekstdelen van de eerste druk telden elk ongeveer 1000 bladzijden. Gepubliceerd tussen 1929 en 1937, werd deze eerste editie een verkoopsucces. 
De werkzaamheden aan het werk verliepen grotendeels zonder inmenging van het fascistische regime tot in de jaren 1930. Pas nadat Benito Mussolini zijn macht had geconsolideerd, probeerde het regime de Enciclopedia voor propagandadoeleinden te gebruiken. Zo probeerde Gentile - in naam van de Duce - de principes van het fascisme te formuleren in de Dottrina del Fascismo.
Tussen 1935 en 1943 kregen sommige vakgebieden hun eigen speciale boekdeel. Het eerste deel gaat over het fascisme. Benito Mussolini werd genoemd als de auteur, maar in feite waren Giovanni Gentile en Gioacchino Volpe de auteurs. In 1938 verscheen het eerste aanvullende deel, dat na de Tweede Wereldoorlog tot 2015 werd gevolgd door nog acht supplementen, meestal in meerdere delen.
Sinds 2015 is de encyclopedie gratis online beschikbaar onder de naam Enciclopedia Treccani.

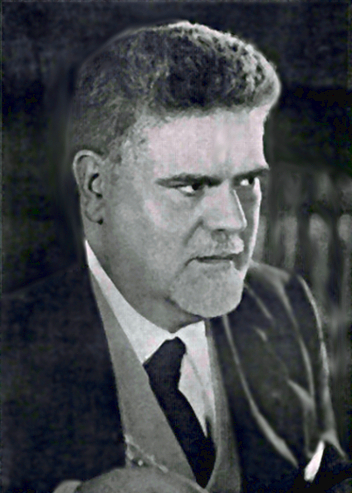
Giovanni Gentile
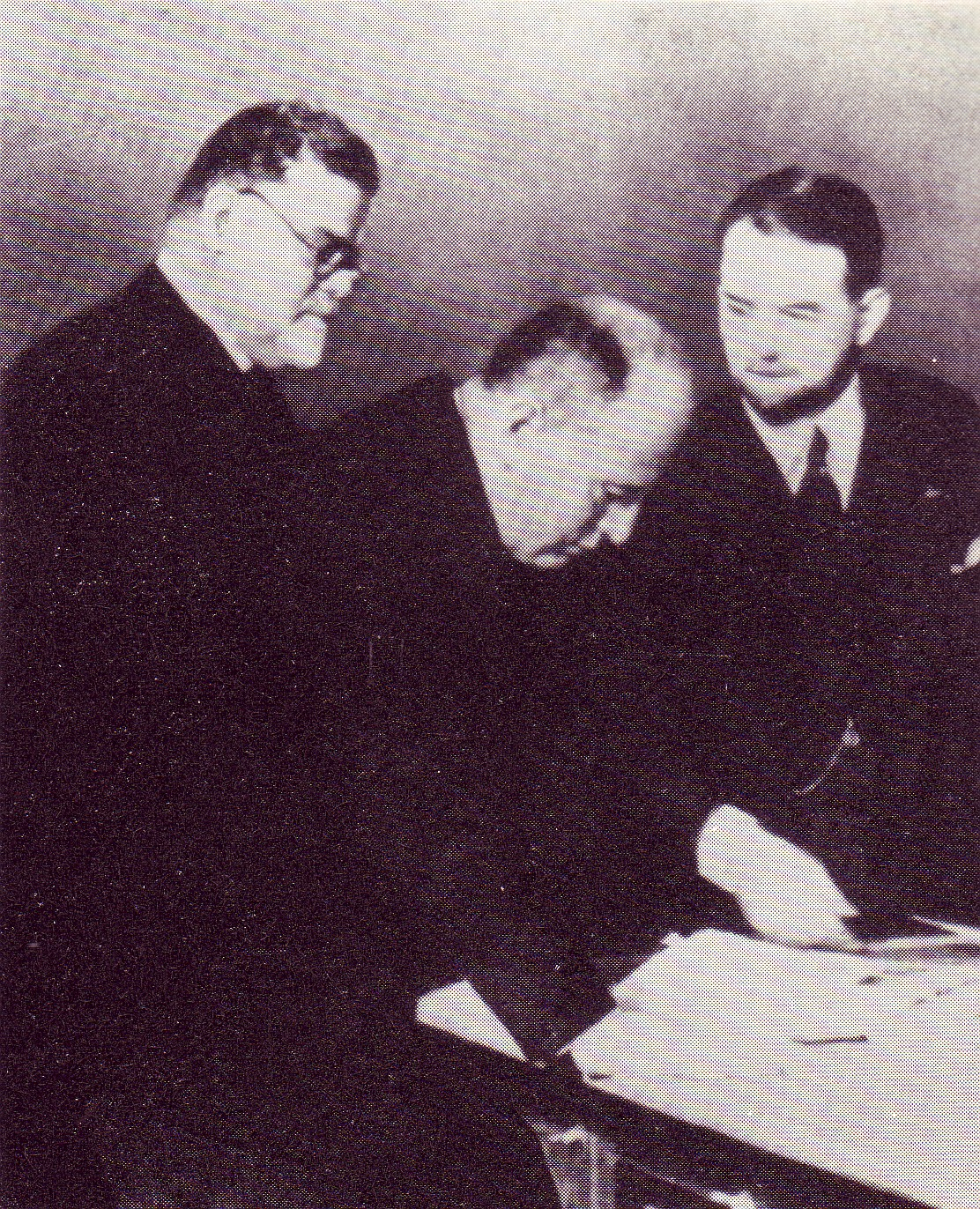
Giovanni Gentile toont Benito Mussolini de eerste delen van de Enciclopedia Italiana
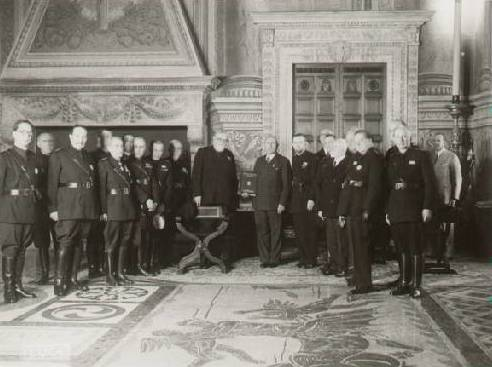
Giovanni Gentile overhandigt de Enciclopedia Italiana aan Benito Mussolini. Palazzo Venezia, Rome, 1937

## Medewerkers

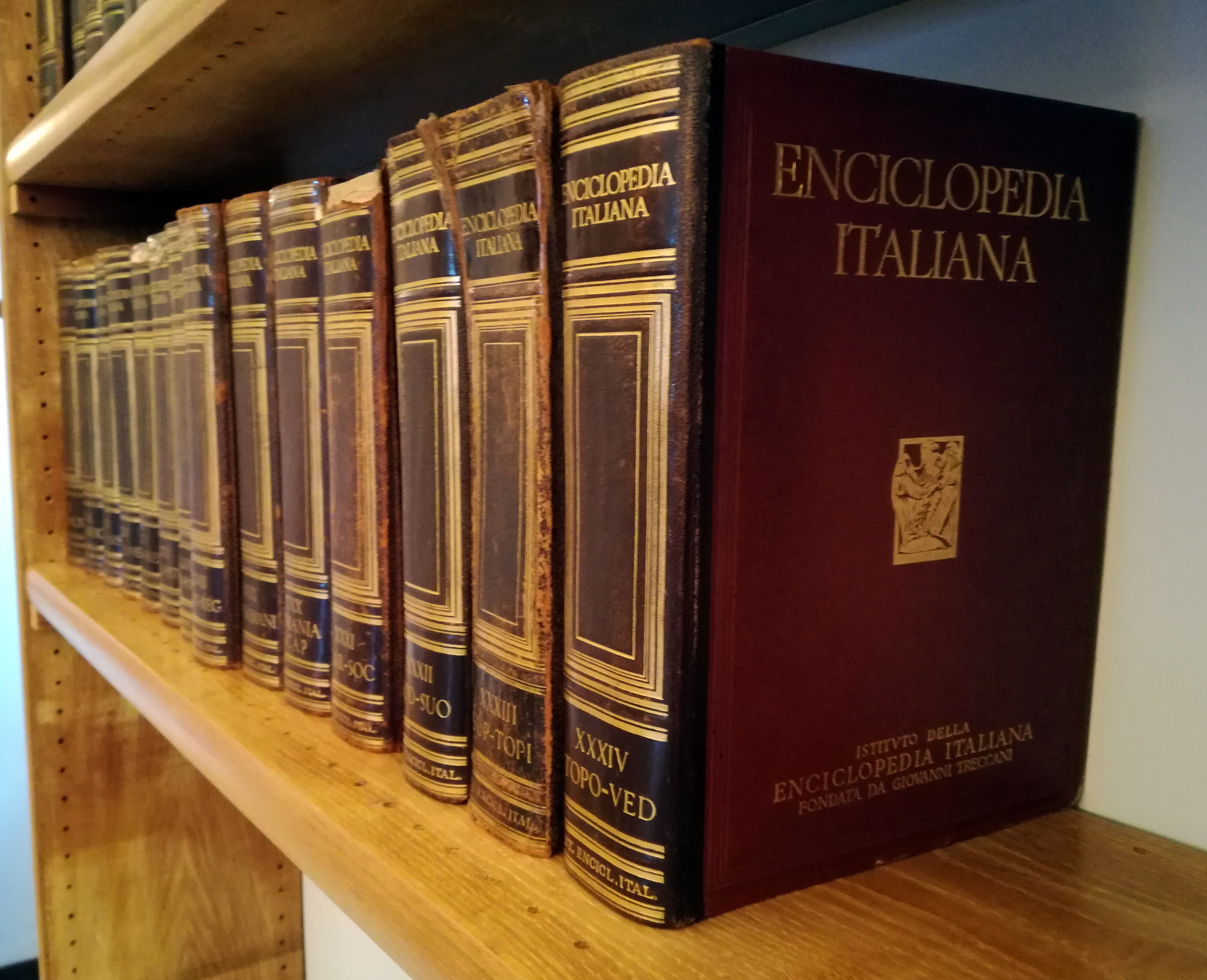
Enkele delen van de Enciclopedia Italiana in een bibliotheek in Giulianova

### Voor de Tweede Wereldoorlog
- Luigi Cadorna
- Luigi Einaudi
- Ettore Marchiafava
- Ugo Ojetti
- Francesco Salata
- Vittorio Scialoja
- Tommaso Tittoni

### Na de Tweede Wereldoorlog
Na de oorlog hebben vele vooraanstaande personen op wetenschappelijk en cultureel gebied, zowel Italiaanse als buitenlandse, bijgedragen aan de organisatie en het werk van het Istituto Treccani. Onder hen waren:
- Roberto Almagià
- Edoardo Amaldi
- Massimo Arcangeli
- Girolamo Arnaldi
- Giulio Carlo Argan
- Giannetto Avanzi
- Salvatore Battaglia
- Giovanni Becatti
- Giulio Bertoni
- Ranuccio Bianchi Bandinelli
- Bruno Biagi
- Lucio Bianco
- Norberto Bobbio
- Umberto Bosco
- Maria Rita Brondi
- Federico Caffè
- Carlo Azeglio Ciampi
- Piero Crociani
- Giorgio Levi Della Vida
- Gaetano De Sanctis
- Renato Dulbecco
- Michelangelo Guidi
- Luigi Einaudi
- Federigo Enriques
- Julius Evola
- Enrico Fermi
- Aldo Ferrabino
- Giovanni Gentile
- Antonio Giuliano
- Tullio Gregory
- Jacques Le Goff
- Claude Lévi-Strauss
- Claudio Magris
- Guglielmo Marconi
- Bruno Migliorini
- Rita Levi-Montalcini
- Sabatino Moscati
- Cesare Musatti
- Carlo Alfonso Nallino
- Mario Niccoli
- Ugo Ojetti
- Antonino Pagliaro
- Riccardo Perissich
- Raffaele Pettazzoni
- Fortunato Pintor
- Ildebrando Pizzetti
- Santi Romano
- Carlo Rubbia
- Raffaele Simone
- Aleardo Terzi
- Pietro Toesca
- Roberto Vecchioni
- Gioacchino Volpe
- Nicola Zingarelli
- Ortensio Zecchino